# HC CSKA Moskou
HC CSKA Moskou (Russisch: ЦСКА Москва. Центральный Спортивный Клуб Армии, TSSKA Moskva. Tsentralnij Sportivnij Klub Armii) 
is een Russische ijshockeyclub die speelt in de Kontinental Hockey League (KHL).
CSKA (ook TsSKA) staat voor Tsentralny Sportivny Kloeb Armii, waarmee wordt aangeduid dat het een club van het leger is. De ploeg werd opgericht in 1946. CSKA speelt zijn thuiswedstrijden in het CSKA Arena in Moskou. HC CSKA Moskou heeft meer Sovjetkampioenschappen en Europese bekers gewonnen dan eender welk ander team ooit.
De eigenaar van HC CSKA Moskou is de grootste oliemaatschappij van Rusland, Rosneft.

## Erelijst
Sovjetkampioenschappen (32): 1948, 1949, 1950, 1955, 1956, 1958, 1959, 1960, 1961, 1963, 1964, 1965, 1966, 1968, 1970, 1971, 1972, 1973, 1975, 1977, 1978, 1979, 1980, 1981, 1982, 1983, 1984, 1985, 1986, 1987, 1988, 1989
Sovjet Cup (12): 1954, 1955, 1956, 1961, 1966, 1967, 1968, 1969, 1973, 1977, 1979, 1988
IIHF European Cup (20): 1969, 1970, 1971, 1972, 1973, 1974, 1976, 1978, 1979, 1980, 1981, 1982, 1983, 1984, 1985, 1986, 1987, 1988, 1989, 1990
Intercontinental Cup (1): 1972
Kontinental Hockey League
- Gagarin Cup (3): 2019, 2022, 2023
- Continental Cup (6): 2015, 2016, 2017, 2019, 2020, 2021
- Opening Cup (2): 2016, 2023

Spengler Cup (1): 1991
Pajulahti Cup (1): 2005

## Voormalige clubnamen
- CDKA Moskou (1946–1951)
- CDSA Moskou (1952–1954)
- CSK MO Moskou (1955–1959)
- CSKA Moskou (1960–heden)

## Logo's

logo tijdens de Sovjetperiode
logo aan het begin van de 20e eeuw
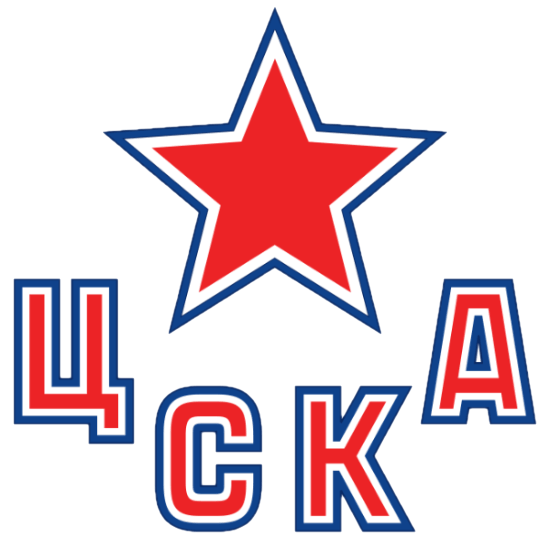
huidige logo

## Retired Nummers
| CSKA Moskou "retired" nummers |                       |         |                 |
| Nr                            | Speler                | Positie | Loopbaan        |
| 2                             | - Vjatsjeslav Fetisov | D       | 1978–1989, 2009 |
| 17                            | - Valeri Charlamov    | LW      | 1967–1981       |
| 20                            | - Vladislav Tretjak   | G       | 1968–1984       |
| 24                            | - Sergej Makarov      | RW      | 1978–1989       |

## Wedstrijden tegen NHL teams
| Datum             | Plaats                               | Thuis                 | Uitslag | Uit                |
| ----------------- | ------------------------------------ | --------------------- | ------- | ------------------ |
| 28 december 1975  | Madison Square Garden, New York      | New York Rangers      | 3 – 7   | CSKA Moskou        |
| 31 december 1975  | Forum, Montreal                      | Montreal Canadiens    | 3 – 3   | CSKA Moskou        |
| 8 januari 1976    | Boston Garden, Boston                | Boston Bruins         | 2 – 5   | CSKA Moskou        |
| 11 januari 1976   | Spectrum, Philadelphia               | Philadelphia Flyers   | 4 – 1   | CSKA Moskou        |
| 27 december 1979  | Madison Square Garden, New York      | New York Rangers      | 2 – 5   | CSKA Moskou        |
| 29 december 1979  | Nassau Coliseum, Uniondale           | New York Islanders    | 2 – 3   | CSKA Moskou        |
| 31 december 1979  | Forum, Montreal                      | Montreal Canadiens    | 4 – 3   | CSKA Moskou        |
| 3 januari 1980    | Buffalo Memorial Auditorium, Buffalo | Buffalo Sabres        | 6 – 1   | CSKA Moskou        |
| 6 januari 1980    | Colisée de Québec, Quebec            | Québec Nordiques      | 4 – 6   | CSKA Moskou        |
| 26 december 1985  | The Forum, Inglewood                 | Los Angeles Kings     | 2 – 5   | CSKA Moskou        |
| 27 december 1985  | Northlands Coliseum, Edmonton        | Edmonton Oilers       | 3 – 6   | CSKA Moskou        |
| 29 december 1985  | Colisée de Québec, Quebec            | Québec Nordiques      | 5 – 1   | CSKA Moskou        |
| 31 december 1985  | Forum, Montreal                      | Montreal Canadiens    | 1 – 6   | CSKA Moskou        |
| 2 januari 1986    | Checkerdome, Saint Louis             | St. Louis Blues       | 2 – 4   | CSKA Moskou        |
| 4 januari 1986    | Met Center, Minneapolis              | Minnesota North Stars | 3 – 4   | CSKA Moskou        |
| 26 december 1988  | Colisée de Québec, Quebec            | Québec Nordiques      | 5 – 5   | CSKA Moskou        |
| 29 december 1988  | Nassau Coliseum, Uniondale           | New York Islanders    | 2 – 3   | CSKA Moskou        |
| 31 december 1988  | Boston Garden, Boston                | Boston Bruins         | 4 – 5   | CSKA Moskou        |
| 2 januari 1989    | Brendan Byrne Arena, Newark          | New Jersey Devils     | 0 – 5   | CSKA Moskou        |
| 4 januari 1989    | Mellon Arena, Pittsburgh             | Pittsburgh Penguins   | 4 – 2   | CSKA Moskou        |
| 7 januari 1989    | Hartford Civic Center, Hartford      | Hartford Whalers      | 3 – 6   | CSKA Moskou        |
| 9 januari 1989    | Buffalo Memorial Auditorium, Buffalo | Buffalo Sabres        | 6 – 5   | CSKA Moskou        |
| 20 september 1989 | Olympisch Stadion Loezjniki, Moskou  | CSKA Moskou           | 2 – 1   | Calgary Flames     |
| 26 december 1989  | Winnipeg Arena, Winnipeg             | Winnipeg Jets         | 4 – 1   | CSKA Moskou        |
| 29 december 1989  | Pacific Coliseum, Vancouver          | Vancouver Canucks     | 0 – 6   | CSKA Moskou        |
| 2 januari 1990    | Met Center, Minneapolis              | Minnesota North Stars | 2 – 4   | CSKA Moskou        |
| 7 januari 1990    | Chicago Stadium, Chicago             | Chicago Blackhawks    | 4 – 6   | CSKA Moskou        |
| 9 januari 1990    | Spectrum, Philadelphia               | Philadelphia Flyers   | 4 – 5   | CSKA Moskou        |
| 18 september 1990 | Olympisch Stadion Loezjniki, Moskou  | CSKA Moskou           | 3 – 2   | Montreal Canadiens |
| 26 december 1990  | Joe Louis Arena, Detroit             | Detroit Red Wings     | 2 – 5   | CSKA Moskou        |
| 31 december 1990  | Madison Square Garden, New York      | New York Rangers      | 1 – 6   | CSKA Moskou        |
| 1 januari 1991    | Chicago Stadium, Chicago             | Chicago Blackhawks    | 2 – 4   | CSKA Moskou        |
| 4 januari 1991    | Scotiabank Saddledome, Calgary       | Calgary Flames        | 4 – 6   | CSKA Moskou        |
| 6 januari 1991    | Northlands Coliseum, Edmonton        | Edmonton Oilers       | 4 – 2   | CSKA Moskou        |
| 9 januari 1991    | Winnipeg Arena, Winnipeg             | Winnipeg Jets         | 4 – 6   | CSKA Moskou        |
| 13 januari 1991   | Pacific Coliseum, Vancouver          | Vancouver Canucks     | 3 – 4   | CSKA Moskou        |